# Chrysochosma galapagensis
Chrysochosma galapagensis là một loài thực vật có mạch trong họ Adiantaceae. Loài này được (Weath. & Svenson) Pic. Serm. miêu tả khoa học đầu tiên năm 1989.